# Dinarc de Delos
Dinarc (en grec antic: Δείναρχος, llatí: Deinarchus) fou un escriptor de l'antiga Grècia natural de l'illa de Delos conegut solament per unes poques referències en altres autors. Solament se sap que va viure abans del segle iv aC i que va escriure sobre la història de Delos.
Així, Demetri de Magnèsia (citat per Dionisi d'Halicarnàs) diu que cal distingir entre quatre Dinarcs escriptors: Dinarc d'Atenes, l'orador; un que aplegà mites sobre Creta, un que escrigué sobre Homer i, finalment, Dinarc de Delos, de qui diu que era més antic que els dos primers, que era natural de Delos i que escrigué poesia èpica i altres gèneres. L'acotament temporal de Demetri permet situar Dinarc a començament del segle iv aC o abans.
D'altra banda, el mateix Dionisi, més endavant, parla d'una història de Delos (Δηλιακὸς λόγος) obra de cert Dinarc, del qual diu que era «antic» («ἀρχαϊκὸς») i que tractava d'història local de Delos i Leros. La descripció encaixa amb Dinarc de Delos descrit per Demetri, però sorprèn que Dionisi no faci la connexió.
Finalment, cal fer notar que Eusebi i Ciril, i també Sincel, Agustí i Malalas, esmenten un Dinarc que va escriure una obra de narracions mitològiques que tractava sobre l'Índia: «del viatge de Dionís a l'Índia, de Licurg, Actèon, Penteu, de la mort de Dionís a mans de Perseu i del seu enterrament a Delfos». Però el gust per l'èpica de Dionís a l'Índia neix a partir de l'expedició d'Alexandre a l'Índia, cap al 320 aC, i Dinarc de Delos és, per força, anterior a aquesta data. Segons Müller, el relat de Dionís a l'Índia ja era conegut per Filòcor, cosa que el situaria cap al 300 aC, i seria el més antic del seu gènere. No obstant això, sembla que aquest Dinarc i la seva obra índica es tracten més aviat d'una confusió o d'una falsificació tardana atribuïda a un dels altres Dinarcs: resulta estrany que Demetri de Magnèsia no esmenti ni conegui una obra tal, i Natalis Comes atribueix a aquesta obra uns versos que, de fet, provenen de les Dionisíaques de Nonnos de Panòpolis.